# Vincencie
Vincencie je ženské jméno latinského původu. Jde o ženskou variantu křestního jména Vincenc, znamená vítězící či přemáhající. Svátek slaví společně s tímto jménem dne 14. dubna.

## Domácké podoby
Mezi domácké podoby křestního jména Vincencie patří Vincka, Vinka, Vinuška, Vincencka, Vinečka, ale také Čeňka, Čéňa, Čeněčka, Čeňuška apod.

## Obliba jména
Jméno Vincencie je velice vzácné a vždy se vyskytovalo sporadicky, nikdy se nenarodily více než dvě nositelky za rok. K roku 2016 činil průměrný věk nositelek 72 let. Nejvíce oblíbené bylo jméno ve třicátých a čtyřicátých letech 20. století. Od roku 1951 jméno v podstatě vymizelo, za celou dobu se narodilo pouze sedm nositelek.
Následující tabulka vývoje počtu nositelek mezi lety 2010 až 2016 dokazuje, že počet žijících nositelek poměrně rychle klesá. Úbytek během těchto sedmi let činí −46,27 %.
| Rok  | Počet nositelek | Změna oproti předchozímu roku |
| ---- | --------------- | ----------------------------- |
| 2010 | 67              | –                             |
| 2011 | 53              | −20,9 %                       |
| 2012 | 47              | −11,32 %                      |
| 2013 | 41              | −12,77 %                      |
| 2014 | 41              | =                             |
| 2015 | 39              | −4,88 %                       |
| 2016 | 36              | −7,69 %                       |

## Významné osobnosti
- Vincencie Berchtoldová z Uherčic – česká šlechtična
- Vincencia Blountová – americká umělkyně
- Vincencia Čambalová – slovenská politička
- Vincencia Jellinková – oběť holokaustu
- Vincentia Pollaková – oběť holokaustu